# Bryocorini
Los bryocorinos, o Bryocorini, es una tribu de hemípteros heterópteros perteneciente a la familia Miridae.

## Géneros
- Bryocoris - Bryophilocapsus - Hekista - Monalocoris